# مسجد قاني باي المحمدي
مسجد قاني باي المحمدي هو أحد مساجد القاهرة الأثرية. يقع بشارع الصليبة بجوار جامع وخانقاه الأمير شيخون وأنشئ سنة 816هـ/1413م.

## المنشئ

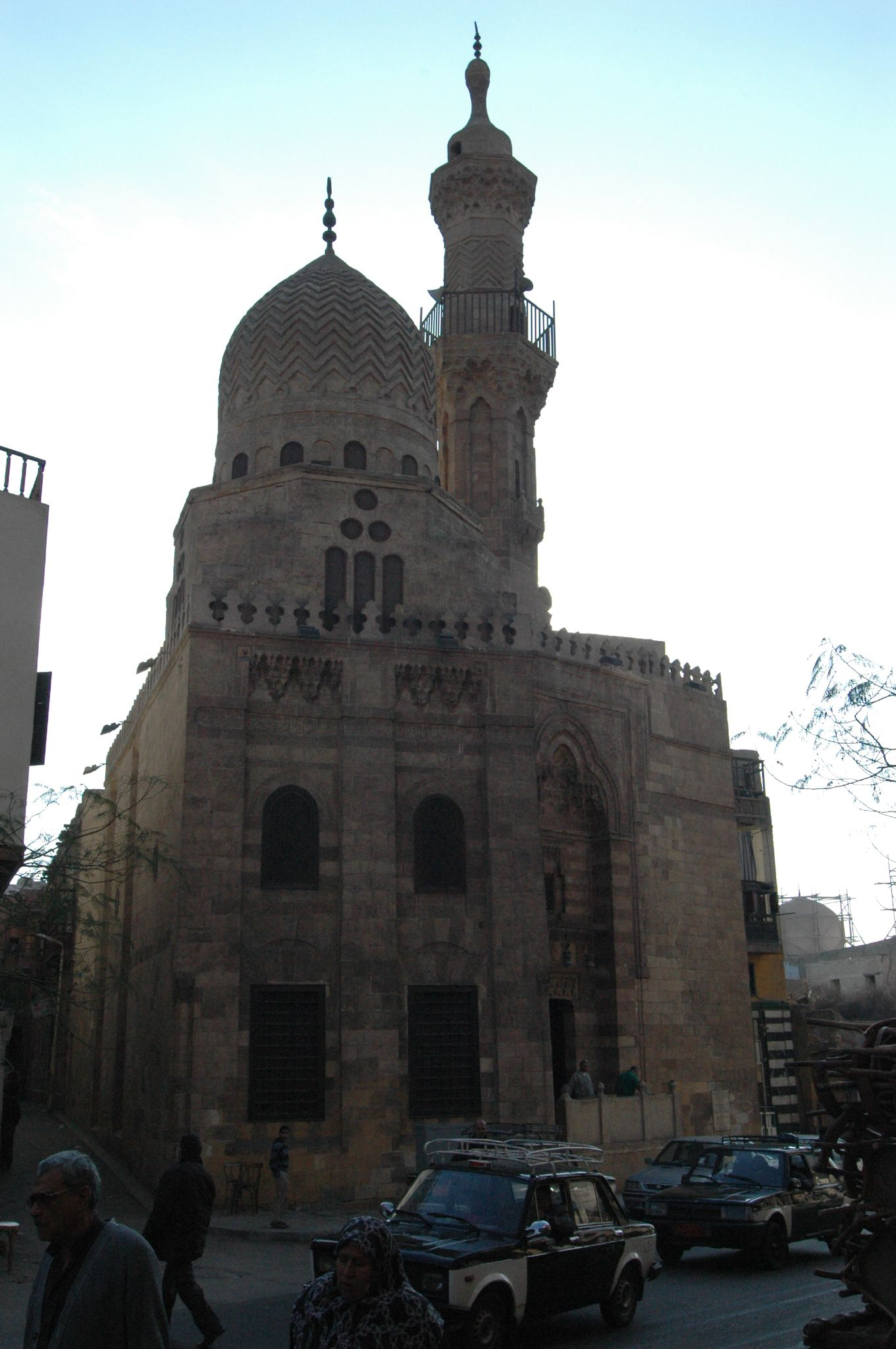
مسجد قاني باي المحمدي.

الأمير قاني باي المحمدي اشتراه السلطان الظاهر برقوق من تاجر اسمه محمد فنسب إليه ولقب بالمحمدي. عمل في خدمة السلطان برقوق ثم في خدمة شيخ المحمودي نائب الشام وعين داودارا كبيرا في سلطنة الأمير فرج بن برقوق «الداودار لقب لأحد أكبر كبار موظفي ديوان الإنشاء المكلف بالرد على مكاتبات السلطات الرسمية وإعداد الرسائل التي يبعث بها السلطان إلى مختلف الملوك والأمراء وحفظ صور عنها في ملفات خاصة» ثم عين نائبا للشام في عهد السلطان المؤيد شيخ وقتل ضمن أمراء الشام الذين ثاروا علي السلطان المؤيد ودفن بدمشق.